# DM i cykelcross 2015
Danmarksmesterskaberne i cykelcross 2015 var den 46. udgave af DM i cykelcross. Mesterskabet fandt sted 10. og 11. januar 2015 på en 2,4 kilometer lang rundstrækning i Madsbyparken i den vestlige del af Fredericia. Som noget nyt blev der kørt et mesterskab for U23-herrer.
Hos kvinderne vandt Annika Langvad sit andet danmarksmesterskab i træk, og det tredje i karrieren. Sebastian Fini blev historiens første U23-danmarksmester i cykelcross. Samme Fini kom også først over stregen ved elite-herrernes løb. Efterfølgende blev han frataget titlen og dannebrogstrøjen, da samme rytter ikke kunne kåres til officiel dansk mester i både U23-klassen og herre-elite. Derfor blev Benjamin Justesen den nye officielle DM-vinder, og der blev lavet to resultatlister - en for alle herreryttere, og en uden alle U23-rytterne.

## Resultater
| Event        | Guld              | Sølv                   | Bronze                   |
| ------------ | ----------------- | ---------------------- | ------------------------ |
| Herrer       |                   |                        |                          |
| Herrer elite | Benjamin Justesen | Søren Nissen           | Joachim Parbo            |
| U23 Herrer   | Sebastian Fini    | Nikolaj Rud Østergaard | Tobias Mørch Kongstad    |
| Herrejunior  | Simon Andreassen  | Anthon Charmig         | Christian Duus Storgaard |
| Damer        |                   |                        |                          |
| Damer elite  | Annika Langvad    | Helle Haugaard Jessen  | Cathrine Grage           |